# Oberreifferscheid
Oberreifferscheid ist ein Ortsteil der Gemeinde Hellenthal im Kreis Euskirchen, Nordrhein-Westfalen.

## Geschichtliches

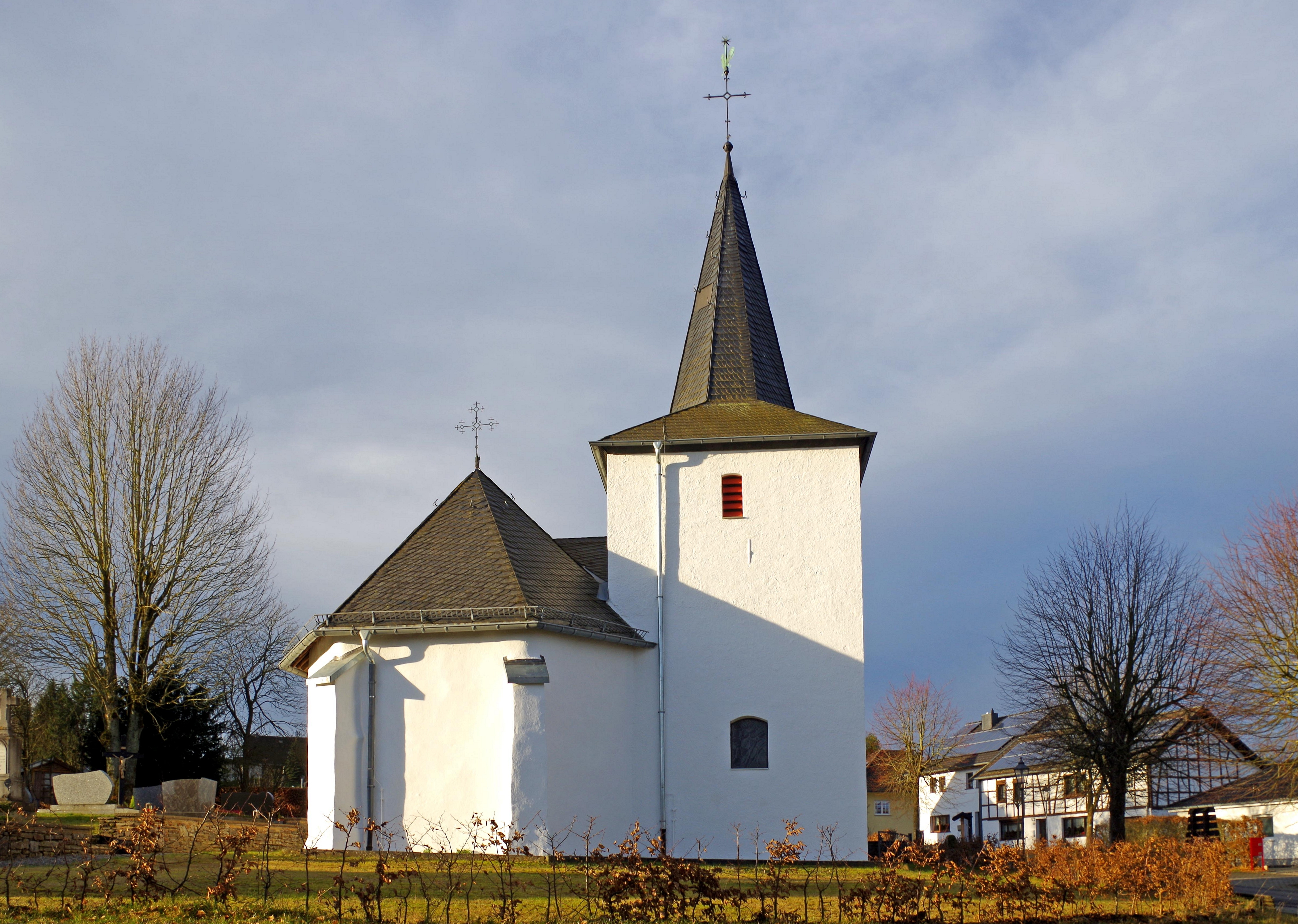
St.-Luzia-und-St.-Antonius-Kapelle

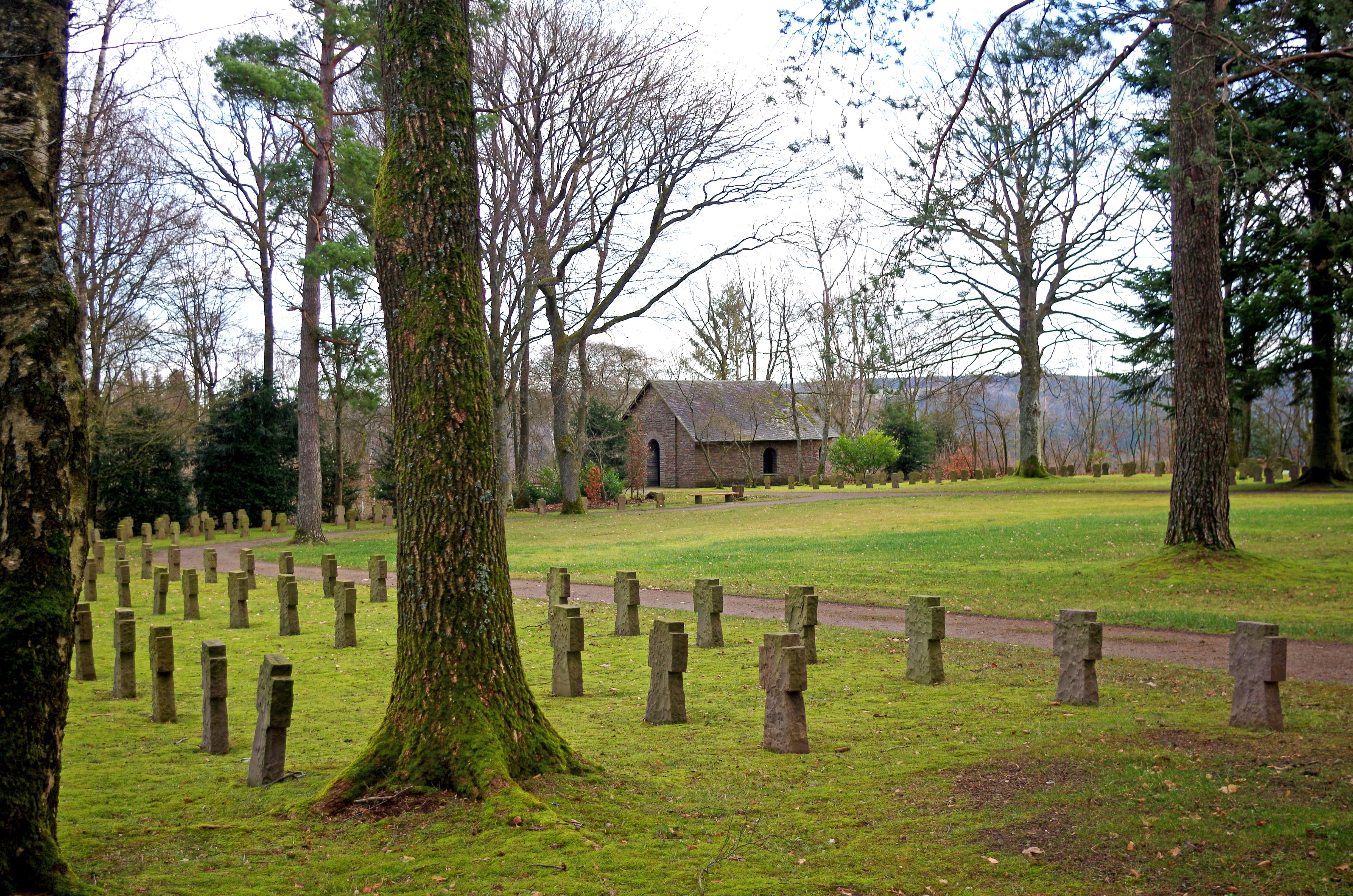
Soldatenfriedhof Oberreifferscheid

Oberreifferscheid wird urkundlich im Jahr 1397 als „Overryferscheit“ erwähnt, ist wahrscheinlich aber noch älter. Ehemals war der Ort getrennt; einige Höfe gehörten zu Reifferscheid die anderen zu Wildenburg.

## Geographische Lage
Der Ortsteil liegt südlich von Hellenthal und südwestlich von Reifferscheid. Durch den und zu dem Ort führen Gemeindestraßen, ausgehend von der Kreisstraße 68 und der Landesstraße 17. Oberreifferscheid ist umgeben von kleinen Bächen: Nördlich verläuft der Reinzelbach, südlich der Elcherbach, nordöstlich entspringt der Brögelsiefen und südöstlich der Wilkessiefen.

## Kirche
Die kleine in Bruchstein gemauerte und glatt verputzte Kapelle St. Luzia und St. Antonius gehört zur Pfarre Reifferscheid. Es handelt sich um eine Saalkirche des 16. Jahrhunderts, der Turm wurde 1928 angebaut.

## Ortsbild

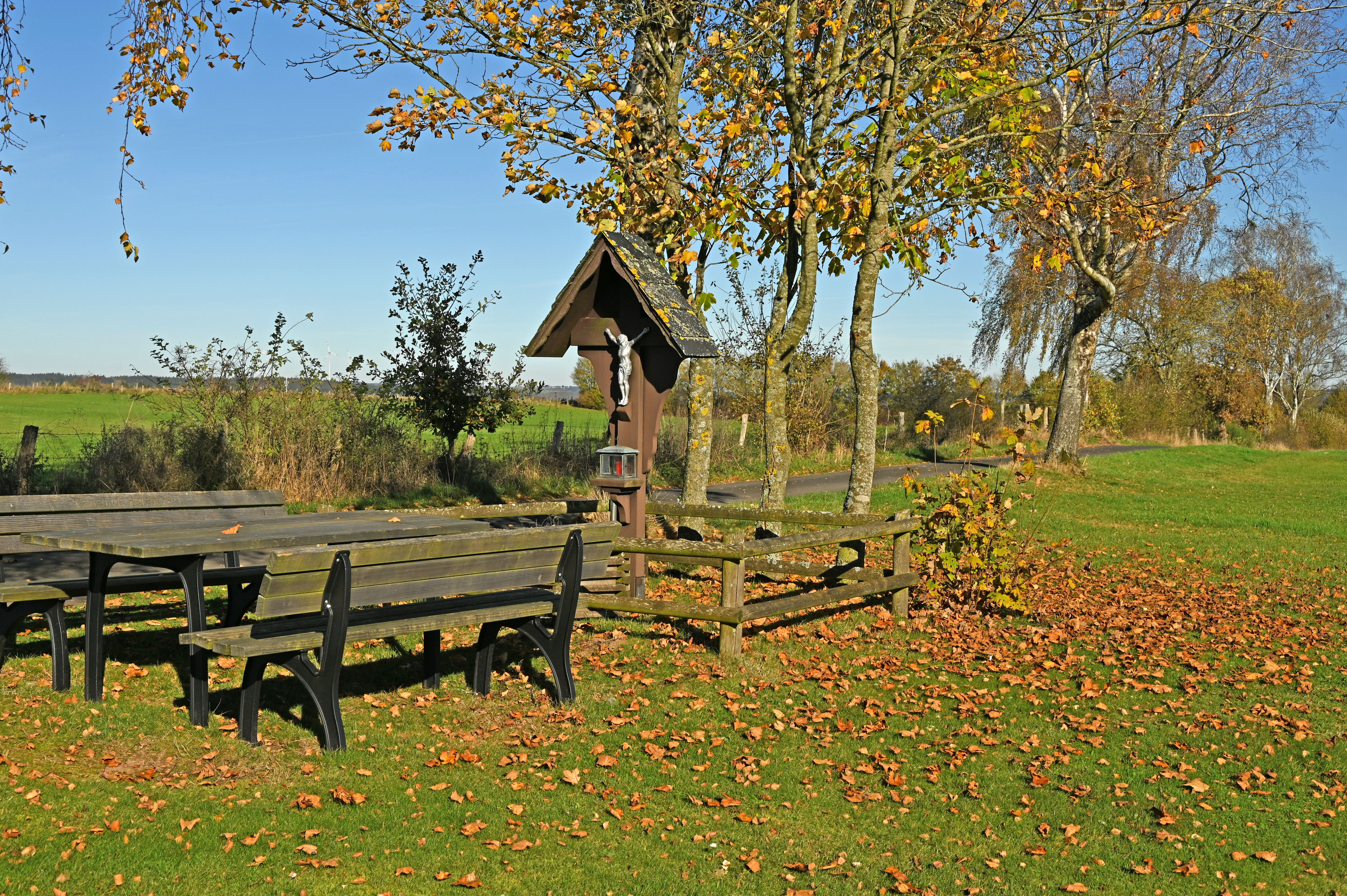
Tschernobyl-Kreuz

Im Ort befinden sich ein Pferdezuchtgestüt „Casa Estanque“, ein Kinderspielplatz sowie das Bürgerhaus mit kleinem Bolzplatz dahinter.
Etwas außerhalb des Ortes befindet sich ein Soldatenfriedhof mit 1163 bestatteten Opfern.
An der Zufahrt zum Soldatenfriedhof wurde anlässlich der Katastrophe 1986 das „Tschernobyl-Kreuz“ errichtet. Dort befindet sich inzwischen ein kleiner Rastplatz mit Blumenbeet, Sitzbank und Tisch.

## Verkehr
Die VRS-Buslinie 838 der RVK verbindet den Ort, überwiegend als TaxiBusPlus nach Bedarf, mit seinen Nachbarorten und mit Hellenthal.
| Linie | Verlauf |
| ----- | --- |
| 838   | MiKE (außer im Schülerverkehr): Hellenthal Busbf – Blumenthal – Dommersbach – Kammerwald – Reifferscheid – (Hönningen/Büschem – Dickerscheid – Oberreifferscheid – Hahnenberg –) Wiesen Abzw – (Haus Eichen – Wahld – Hescheld –) Sieberath – Kradenhövel – Unterwolfert – (Unterdalmerscheid – Oberdalmerscheid –) Oberwolfert – Wittscheid – Zehnstelle – Grube Wohlfahrt – Rescheid – Giescheid – Rescheid – Schwalenbach – Kamberg – Schwalenbach – Schnorrenberg (– Neuhaus) |

## Vereine
Es bestehen drei Vereine in Oberreifferscheid:
- Bürger- und Verschönerungsverein e. V.
- ehemalige Löschgruppe
- christlicher Jugendring Oberreifferscheid (CJRO)

Sie halten diverse Veranstaltungen in Oberreifferscheid ab. Die Kirmes (Highlight des Jahres), der Antoniusball, das Pfingstkonzert oder das „Kapellenblasen“ zu Weihnachten sind nur ein Auszug davon.